# Liste du patrimoine mondial en Hongrie
Cet article recense les sites inscrits au patrimoine mondial en Hongrie.

## Statistiques
La Hongrie accepte la Convention pour la protection du patrimoine mondial, culturel et naturel le 15 juillet 1985. Les premiers sites protégés sont inscrits en 1987.
Début 2021, la Hongrie compte 8 sites inscrits au patrimoine mondial : 7 culturels et 1 naturel. 2 sont transfrontaliers.
À la même date, le pays a également soumis 11 sites sur sa liste indicative : 8 cultures, 2 naturels et 1 mixte.

## Listes

### Patrimoine mondial
Les sites suivants sont inscrits au patrimoine mondial.
| Site                                                                                    | Comitat                                                          | Type                 | Date | Superficie (ha) | Zone tampon (ha) | Lien | Notes | Coordonnées | Illus. |
| --------------------------------------------------------------------------------------- | ---------------------------------------------------------------- | -------------------- | ---- | --------------- | ---------------- | ---- | --- | --- | ------ |
| Budapest, avec les rives du Danube, le quartier du château de Buda et l'avenue Andrássy | Budapest                                                         | Culturel (ii), (iv)  | 1987 | 473,3           | 493,8            | 400  | Comprend deux zones distinctes de Budapest : les rives du Danube et le château de Buda d'une part, l'avenue Andrássy d'autre part. La protection initiale ne concernait que les rives du Danube ; elle est étendue à l'avenue Andrássy en 2002. | 47° 29′ 46″ nord, 19° 02′ 23″ est 47° 30′ 09″ nord, 19° 03′ 33″ est |        |
| Hollókő, le vieux village et son environnement                                          | Nógrád                                                           | Culturel (v)         | 1987 | 144,5           |                  | 401  | | 47° 59′ 46″ nord, 19° 35′ 31″ est |        |
| Parc national de Hortobágy - la Puszta                                                  | Borsod-Abaúj-Zemplén, Hajdú-Bihar, Heves et Jász-Nagykun-Szolnok | Culturel (iv), (v)   | 1999 | 74 820          | 199 380          | 474  | | 47° 34′ 16″ nord, 21° 06′ 47″ est |        |
| Grottes du karst d'Aggtelek et du karst de Slovaquie                                    | Borsod-Abaúj-Zemplén                                             | Naturel (viii)       | 1995 | 16 365          | 9 566            | 725  | Site transfrontalier commun avec la Slovaquie. Comprend le parc national d'Aggtelek en Hongrie. | 48° 28′ 01″ nord, 20° 30′ 07″ est |        |
| Abbaye bénédictine millénaire de Pannonhalma et son environnement naturel               | Győr-Moson-Sopron                                                | Culturel (iv), (vi)  | 1996 | 47,4            |                  | 758  | | 47° 33′ 32″ nord, 17° 47′ 02″ est |        |
| Paysage culturel de Fertö / Neusiedlersee                                               | Győr-Moson-Sopron                                                | Culturel (v)         | 2001 | 68 369          | 6 347            | 772  | Site transfrontalier commun avec l'Autriche | 47° 43′ 08″ nord, 16° 43′ 23″ est |        |
| Nécropole paléochrétienne de Pécs (Sopianae)                                            | Baranya                                                          | Culturel (iii), (iv) | 2000 | 3,76            | 4,87             | 853  | | 46° 04′ 26″ nord, 18° 13′ 41″ est |        |
| Paysage culturel historique de la région viticole de Tokaj                              | Borsod-Abaúj-Zemplén                                             | Culturel (iii), (v)  | 2002 | 13 255          | 74 879           | 1063 | Comprend 7 zones distinctes : - Région viticole de Tokaj - Cave à vin d'Ungvári - Cave à vin de Rákóczi - Caves à vin de Kőporosi - Caves à vin de Gomboshegyi - Caves à vin d'Oremus - Caves du musée du vin de Tolcsva                        | 48° 09′ 00″ nord, 21° 21′ 00″ est 48° 24′ 29″ nord, 21° 39′ 04″ est 48° 07′ 30″ nord, 21° 24′ 29″ est 48° 20′ 20″ nord, 21° 31′ 30″ est 48° 19′ 48″ nord, 21° 32′ 13″ est 48° 17′ 17″ nord, 21° 26′ 38″ est 48° 16′ 01″ nord, 21° 27′ 00″ est |        |

### Liste indicative
Les sites suivants sont inscrits sur la liste indicative du pays au début 2021.
| Site | Comitat                                                                        | Type                            | Date | Lien | Notes | Coordonnées | Illus. |
| --- | ------------------------------------------------------------------------------ | ------------------------------- | ---- | ---- | --- | --- | ------ |
| Le château-fort médiéval d'Esztergom (hu)                                                                   | Komárom-Esztergom                                                              | Culturel                        | 1993 | 277  | | 47° 47′ 54″ nord, 18° 44′ 10″ est |        |
| Grottes du systèmes karstique thermal de Buda                                                               | Budapest                                                                       | Naturel (viii)                  | 1993 | 282  | Inscrit sous le nom « Caves of the Buda Thermal Karst System ». Comprend 6 grottes : - Pálvölgy - Szemlő-hegy - Ferenc-hegy - Mátyás-hegy - József-hegyi (hu) - János Molnár | 47° 31′ 58″ nord, 19° 00′ 58″ est 47° 31′ 42″ nord, 19° 01′ 33″ est 47° 31′ 35″ nord, 19° 00′ 35″ est 47° 32′ 08″ nord, 19° 01′ 15″ est 47° 31′ 26″ nord, 19° 01′ 35″ est 47° 31′ 04″ nord, 19° 02′ 09″ est                                   |        |
| Systèmes de fortifications à la confluence du Danube et de la Váh à Komárno-Komárom                         | Komárom-Esztergom                                                              | Culturel (i), (ii), (iv), (v)   | 2007 | 1498 | Inscrit sous le nom « System of Fortifications at the Confluence of the Rivers Danube and Váh in Komárno - Komárom ». Comprend entre autres la forteresse de Komárno (en), les lignes Palatine et Váh, et les forts Monostor (en), Csillag et Igmándi. La proposition est rejetée en 2008, mais figure toujours sur la liste indicative de la Hongrie. | 47° 45′ 16″ nord, 18° 08′ 03″ est |        |
| Haras d'État de Mezőhegyes                                                                                  | Békés                                                                          | Culturel (iii), (iv)            | 2000 | 1500 | Inscrit sous le nom « State Stud-Farm Estate of Mezöhegyes ». | 46° 19′ 01″ nord, 20° 49′ 06″ est |        |
| Les fossiles d'Ipolytarnóc (hu)                                                                             | Nógrád                                                                         | Naturel (vii), (viii)           | 2000 | 1502 | Inscrit sous le nom « The Ipolytartnóc Fossils ». Une première proposition est rejetée en 1993. | 48° 13′ 56″ nord, 19° 39′ 00″ est |        |
| L'architecture pré-moderne indépendante d'Ödön Lechner                                                      | Bács-Kiskun, Budapest                                                          | Culturel (i), (ii), (iii), (iv) | 2008 | 5366 | Inscrit sous le nom « Ödön Lechner's independent pre-modern architecture ». Le bien comprend 5 sites : - Musée des arts décoratifs - Église paroissiale Saint-Ladislas de Kőbánya - Institut d'État de géologie - Caisse d'épargne postale - Hôtel de ville de Kecskemét                                                                               | 47° 29′ 10″ N, 19° 04′ 05″ E 47° 29′ 13″ N, 19° 07′ 55″ E 47° 30′ 18″ N, 19° 05′ 49″ E 47° 30′ 15″ N, 19° 03′ 07″ E 46° 54′ 24″ N, 19° 41′ 30″ E                                                                                              |        |
| Frontières de l'Empire romain - Ripa Pannonica (hu) en Hongrie                                              | Baranya, Bács-Kiskun, Fejér, Győr-Moson-Sopron, Komárom-Esztergom, Pest, Tolna | Culturel (ii), (iii), (iv)      | 2009 | 5452 | Inscrit sous le nom « Frontiers of the Roman Empire – Ripa Pannonica in Hungary ». Le site comprendrait les sites militaires de l'époque romaine en Hongrie, le long du Danube, sur près de 415 km. | |        |
| Le réseau des édifices ruraux de Hongrie (hu)                                                               |                                                                                | Culturel (ii), (iii), (vi)      | 2017 | 6264 | Inscrit sous le nom « The Network of Rural Heritage Buildings in Hungary ». Remplace une proposition similaire, inscrite sur la liste indicative en 2000. Créé au milieu du XXe siècle, le réseau comprend plusieurs centaines de bâtiments ruraux. | |        |
| Sièges royaux médiévaux d'Esztergom (hu) et Visegrád (hu), avec l'ancienne forêt royale des monts du Pilis. | Komárom-Esztergom, Pest                                                        | Culturel (ii), (iii), (iv), (v) | 2017 | 6267 | Inscrit sous le nom « Royal Seats in Esztergom, Visegrád with the former Royal Wood in the Pilis Mountain ». Remplace l'ancienne proposition « Siège royal médiéval et parc de Visegrád », inscrite en 2000. | 47° 47′ 54″ nord, 18° 44′ 10″ est 47° 47′ 32″ nord, 18° 58′ 27″ est 47° 45′ 00″ nord, 18° 49′ 01″ est |        |
| Clochers en bois de la région de la haute Tisza                                                             | Szabolcs-Szatmár-Bereg                                                         | Culturel (ii), (iii), (iv)      | 2017 | 6268 | Inscrit sous le nom « Wooden bell-towers in the Upper Tisza-Region ». Remplace l'ancienne proposition « Les églises de bois de la partie nord du bassin des Carpates », inscrite en 2000. Comprend 7 clochers : - Nyírbátor (hu) - Nagyszekeres (eo) - Kölcse (eo) - Zsurk - Vámosatya (eo) - Nagylónyai (hu) - Tiszacsécse                            | 47° 50′ 16″ nord, 22° 08′ 06″ est 47° 57′ 49″ nord, 22° 36′ 28″ est 48° 03′ 03″ nord, 22° 43′ 02″ est 48° 24′ 47″ nord, 22° 13′ 12″ est 48° 11′ 58″ nord, 22° 24′ 27″ est 48° 19′ 06″ nord, 22° 16′ 15″ est 48° 06′ 37″ nord, 22° 44′ 41″ est |        |
| Paysage culturel du haut Balaton                                                                            | Veszprém, Zala                                                                 | Mixte (iv), (v), (vii)          | 2017 | 6269 | Inscrit sous le nom « Balaton Uplands Cultural Landscape ». Comprend l'ancienne proposition « La péninsule de Tihany (hu) », inscrite en 1993. | 46° 58′ 33″ N, 17° 55′ 46″ E |        |